# Karl Hötzer
Karl Hötzer (* 12. Juni 1892 in Balingen; † 1969 in Gaugenwald) war ein Mundart-, Heimatdichter, Geschichtenschreiber und Lehrer.

## Leben und Beruf
Karl Hötzer wurde als Sohn eines Balinger Lehrers geboren. Er ergriff selbst, wie sein Vater, den Beruf des Volksschullehrers. Es sind drei Städte bekannt, an denen er unterrichtete: 
- 1920 bis 1928 in Nehren
- 1928 bis 1938 in Balingen
- 1938 bis zur frühen Pensionierung in Tübingen[2]

Auf Grund von Krankheit musste Hötzer früh in den Ruhestand treten.
Karl Hötzer war mit Gertrud Hötzer verheiratet. Aus der Ehe ist ein Sohn Ulrich bekannt.
Zu seinen Lebzeiten hat er unzählige Gedichte und Geschichten über seine Heimat verfasst. Er brachte mehrere Bücher mit Gedicht- und Geschichtssammlungen heraus.
Hötzer pflegte eine Freundschaft zu Matthias Koch, der ebenfalls Lehrer (u. a. in Tübingen) und Heimatdichter war.

## Beziehungen zum Nationalsozialismus
Hötzer trat zum 1. Mai 1933 der NSDAP bei (Mitgliedsnummer 3.580.378). Er war ab 1935 Mitglied in der NSV sowie Mitglied im NSLB. Im Zuge der Entnazifizierung wurde im Spruchkammerverfahren Hötzer als Mitläufer eingestuft. 
2001 entbrannte eine Diskussion um Hötzers Nähe zum Nationalsozialismus, was dazu führte, dass der Hötzersaal in der Stadthalle Balingen in „kleiner Saal“ umbenannt wurde.

## Ehrungen
- Ehrenring der Stadt Balingen (1967)
- bis 2001 war der kleine Saal der Stadthalle Balingen nach ihm benannt (Hötzersaal)

## Werke (Auswahl)
- Loable. Gedichte und Geschichten in der Balinger Mundart. Balingen, Verlag Hermann Daniel, 1940
- Die Entstehung der Stadt Balingen und ihrer Kirchen. Tübingen, Verlag Heckenbauser’sche Buchhandlung, 1947
- Vom Stöckle bis zom Aöschterberg – Tübenger Bilder. Tübingen, Verlag Tübinger Chronik, 1955
- Balenger Gschiichte mit Bildern von Otto Wider. Balingen, Verlag Hermann Daniel, 1959
- Schwäbische Gedichte. Balingen, Verlag Hermann Daniel, 1960
- Der Elefantenreiter und andere Geschichten. Balingen, Verlag Hermann Daniel, 1961
- Allerhand Volksweisheit. Balinger Sprüche. Gesammelt von Karl Hötzer. Bilder von Otto Wider. Balingen, Verlag Hermann Daniel
- S goht uf d Loche. Balingen, Verlag Hermann Daniel